# Ottaviano Acciaiuoli

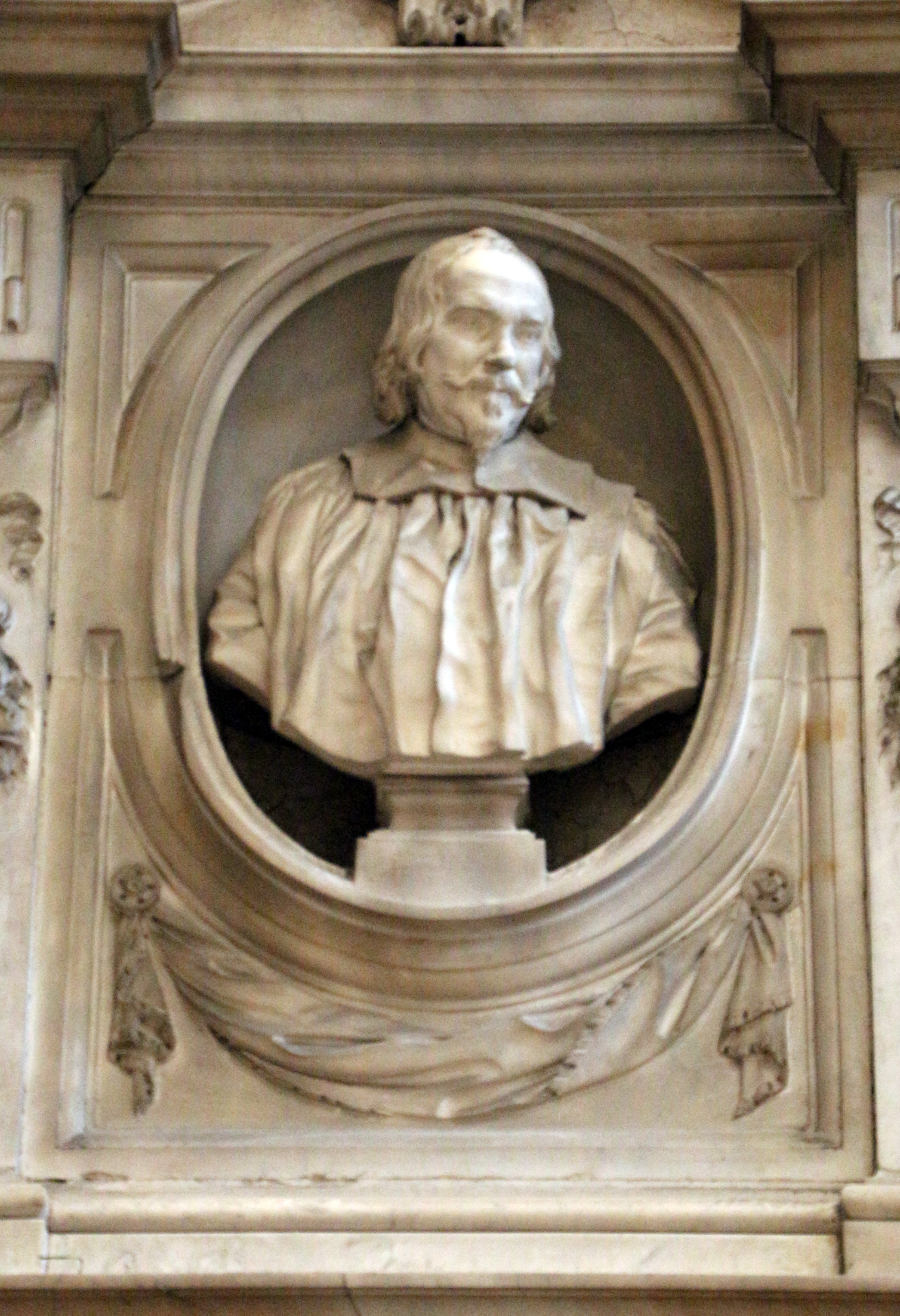
Ottaviano Acciaiuoli

Ottaviano Acciaiuoli fou un noble florentí de la família dels Acciaiuoli que va adquirir el feu de Novi de Mòdena, amb títol de marquès (marquesat de Novi). Casat amb Marianna dei marchesi Torriglion, fou patrici de Florència i membre de la noblesa romana. Va morir a Florència el 21 de febrer de 1664 i el va succeir el seu fill Anton Francesco Acciaiuoli (marques de Novi del 1664 a la seva mort l'1 de març de 1760). També foren fills seus el bisbe Filippo Acciaiuoli i Anna, Angelo, Faustina i Neri.